# Bieńki-Śmietanki
Bieńki-Śmietanki – wieś sołecka w Polsce położona w województwie mazowieckim, w powiecie ciechanowskim, w gminie Sońsk. Przez wieś przepływa rzeka Sona.
| SIMC    | Nazwa         | Rodzaj    |
| ------- | ------------- | --------- |
| 1054216 | Bieńki-Bucice | część wsi |

W latach 1975–1998 miejscowość administracyjnie należała do województwa ciechanowskiego.
Bieńki-Śmietanki graniczą z miejscowościami: Rzeczki Wólki, Mieszki-Różki, Bieńki-Karkuty, Mieszki Wielkie, Strusin, Burkaty.